# Jaume Cabré
Jaume Cabré i Fabré (ur. 30 kwietnia 1947 w Barcelonie) – kataloński pisarz, filolog i scenarzysta.

## Życiorys
Ukończył filologię katalońską na Uniwersytecie Barcelońskim, obecnie jest wykładowcą i nauczycielem na Uniwersytecie w Lleidzie oraz członkiem sekcji filologicznej w Institut d'Estudis Catalans. Przez wiele lat łączył nauczanie z pracą literacką. Pracował także jako scenarzysta seriali oraz filmów. Wraz z Joaquimem Marią Puyalem stworzył i napisał jeden z pierwszych seriali katalońskich pt. La Granja (1989–1992), a następnie pracowali nad takimi tytułami jak Estació d'Enllaç (1994–1998), Crims (2000), oraz filmami La dama blanca (1993) i Ninnes russes (2003).

## Praca literacka
Debiutem literackim Cabré było opowiadanie Faules de mal desar z 1974 roku. W jego pierwszej książce zatytułowanej Galceran l'heroi de la guerra negra z 1978 roku poruszył zagadnienie władzy oraz kondycji psychicznej człowieka. Jej akcja toczy się podczas wojen karlistowskich z połowy XIX wieku. W El mirall i l'ombra z 1980 roku pojawił się po raz pierwszy tematy muzyki oraz wartości dzieła artystycznego, które później wiele razy powtarzały się w twórczości pisarza. W tym samym roku wydał też książkę dla dzieci pt. La historia que en Roc Pons no coneixia. W latach 1984–1985 pojawiły się trzy tytuły, które następnie weszły w skład Cicle de Feixes, nad którym pracował przez kilka lat. La teranyina z 1984 roku to opowieść dziejąca się podczas Tragicznego Tygodnia i opisująca zdarzenia podczas tego wydarzenia w fikcyjnym mieście Feixes, wzorowanym na katalońskiej miejscowości Terrassa. Walka o władzę polityczną i ekonomiczną ukazana jest z perspektywy kilku członków rodziny Rigau oraz innych postaci z tej książki. Publikacja Fra Junoy o l'agonia dels sons z tego samego roku, jest kontynuacją poprzedniego dzieła Cabré i podobnie jak we większości książek autora pojawił się motyw muzyki. Rok później, w książce Luvowski o la desraó pisarz zakończył wątki postaci zawartych w dwóch poprzednich tytułach. W 1984 roku opublikował powieść dla dzieci L'home de Sau.
W 1991 roku została wydana Senyoria (polski tytuł Jaśnie pan), książka dotycząca korupcji sądowej wynikającej z władzy absolutnej w czasach XVIII wiecznej Barcelony. L'ombra de l'eunuc z 1996 roku porusza temat ostatnich lat Państwa Hiszpańskiego oraz transformacji w Hiszpanii. Struktura książki bazuje na kompozycji Albana Berga Koncert na skrzypce i na orkiestrę. Viatge d'hivern z 2000 roku zawiera 14 różnych historii z całej Europy, które jednak są powiązane między sobą. W następnym roku jego sztukę Pluja seca wystawiono w Teatrze Narodowym w Katalonii. Les veus del Pamano (Głosy Pamano), książka wydana w 2004 roku przedstawia historię małej wsi w Pallars Sobira od lat 40. XX wieku do czasów współczesnych. Jej głównymi tematami są niezdolność do wybaczenia, pamięć o historii i lęk przed zapomnieniem. W latach 1999–2005 pisarz opublikował dwa eseje dotyczące między innymi czytania i pisania literatury.
W roku 2011 ukazała się monumentalna powieść Cabré o tytule Jo confesso, która w Polsce została wydana w 2013 pt. Wyznaję.

## Cabré w Polsce
W Polsce wydano osiem książek katalońskiego pisarza. Wszystkie wydało Wydawnictwo Marginesy w tłumaczeniu z oryginału Anny Sawickiej. W 2013 roku ukazało się Wyznaję, rok później pojawiają się Głosy Pamano, w kolejnych latach Jaśnie pan, Cień eunucha i Agonia dźwięków, w maju 2018 Podróż zimowa, zbiór opowiadań, w maju 2019 Kiedy zapada mrok, a w styczniu 2023 Spaleni w ogniu.
- Wyznaję, przeł. z jęz. katalońskiego A. Sawicka, Wydawnictwo Marginesy, Warszawa 2013, ISBN 978-83-63656-24-9.
- Głosy Pamano, przeł. z jęz. katalońskiego A. Sawicka, Wydawnictwo Marginesy, Warszawa 2014, ISBN 978-83-63656-25-6.
- Jaśnie pan, przeł. z jęz. katalońskiego A. Sawicka, Wydawnictwo Marginesy, Warszawa 2015, ISBN 978-83-64700-33-0.
- Cień eunucha, przeł. z jęz. katalońskiego A. Sawicka, Wydawnictwo Marginesy, Warszawa 2016, ISBN 978-83-65282-60-6.
- Agonia dźwięków, przeł. z jęz. katalońskiego A. Sawicka, Wydawnictwo Marginesy, Warszawa 2017, ISBN 978-83-65780-07-2.
- Podróż zimowa, przeł. z jęz. katalońskiego A. Sawicka, Wydawnictwo Marginesy, Warszawa 2018, ISBN 978-83-65973-33-7.
- Kiedy zapada mrok, przeł. z jęz. katalońskiego A. Sawicka, Wydawnictwo Marginesy, Warszawa 2019, ISBN 978-83-66140-63-9.
- Spaleni w ogniu, przeł. z jęz. katalońskiego A. Sawicka, Wydawnictwo Marginesy, Warszawa 2023, ISBN 978-83-67510-18-9.

## Twórczość

### Książki
- Galceran, l’heroi de la guerra negra (Ed. Proa, Barcelona)
- Carn d’olla. (Ed. Moll. Majorca, 1978, Ed. Proa, B 1999)
- El mirall i l’ombra (Ed. Laia. Barcelona, 1980)
- La teranyina (Edicions Proa, Barcelona, 1984)
- Fra Junoy o l’agonia dels sons (polski tytuł Agonia dźwięków) (Ed. 62, B. 1984, Ed. Proa, B. 1998)
- Senyoria (polski tytuł Jaśnie pan) (1991) (Editorial Proa, Barcelona)
- El llibre de Feixes (La trilogia de Feixes) (Ed. Proa. Barcelona, 1996)
- L’ombra de l’eunuc (polski tytuł Cień eunucha) (Ed. Proa. Barcelona, 1996)
- Viatge d'hivern (polski tytuł Podróż zimowa) (Ed. Proa. Barcelona, 2000)
- Les veus del Pamano (polski tytuł Głosy Pamano) (Ed. Proa. Barcelona, 2004)
- Jo confesso (polski tytuł Wyznaję) (Ed. Proa. Barcelona, 2011)
- Consumits pel foc (polski tytuł Spaleni w ogniu) (Ed. Proa. Barcelona, 2021)

### Eseje
- El sentit de la ficció (Ed. Proa. Barcelona, 1999).
- La materia de l’esperit (Ed. Proa. Barcelona 2005).

### Sztuki teatralne
- Pluja seca (Ed. Proa-TNC. Barcelona, gener de 2001).

### Książki dla dzieci
- La historia que en Roc Pons no coneixia (Ed. La Galera. B. 1980).
- L’any del blauet (Ed. Barcanova, Barcelona 1981).
- L’home de Sau (Ed. La Galera, Barcelona, 1985).

### Scenariusze
- La dama blanca (film) (1987).
- La teranyina (słuchowisko) (1988).
- Fins que la mort ens separi (słuchowisko) (1989).
- La granja (serial) (1989–1992).
- La teranyina (film) (1990).
- Havanera (film) (1993).
- Estació d’enllaç (serial) (1994–1998).
- Crims (serial) (2000).
- Nines russes (film) (2003).
- Sara (film) (2003).

## Nagrody
- Fastenrath, 1980. Carn d’olla
- Recull, 1980. Tarda lliure
- Serra d’Or Critics, 1981. La historia que en Roc Pons no coneixia
- Sant Jordi, 1983. La teranyina
- Prudenci Bertrana, 1983. Fra Junoy o l’agonia dels sons
- Serra d’Or Critics, 1985. Fra Junoy o l’agonia dels sons
- Crexells, 1991.
- Readers of “El Temps”. Senyoria
- Prudenci Bertrana, 1992. Senyoria
- Krajowa Nagroda w dziedzinie literatury, 1992. La granja
- Miasto Barcelona, 1997. L’ombra de l’eunuc
- Serra d’Or Critics, 1997.L’ombra de l’eunuc
- Lletra d’Or, 1997. L’ombra de l’eunuc
- Fundació Enciclopedia Catalana, 1999 Viatge d’hivern
- Crítica Serra d’Or, 2001 Viatge d’hivern
- Prix Méditerranée 2004. (za najlepszą książkę zagraniczną) Sa Seigneurie
- Premi d'Honor de les Lletres Catalanes, 2010